# Грімія
Грімія (Grimmia) — рід мохів (Bryophyta), названий Якобом Фрідріхом Ергартом  на честь Йоганна Фрідріха Карла Грімма, лікаря та ботаніка з Готи, Німеччина.
Попри те, що представники космополітичного роду Grimmia переважно зустрічаються в помірних зонах, їх можна знайти в усіх частинах світу, від Аляски до найпівденнішої точки Чилі та від Сибіру до Південної Африки, У тропічних регіонах, напр. на Гаваях та в Індонезії види Grimmia зустрічаються лише високо в горах.